# Raclitia indica
Genre
Espèce
Synonymes
- Enhydris indica (Gray, 1842)

Statut de conservation UICN

 DD  : Données insuffisantes
Raclitia indica, unique représentant du genre Raclitia, est une espèce de serpents de la famille des Homalopsidae.

## Répartition
Cette espèce est endémique de Malaisie péninsulaire.

## Étymologie
Son nom d'espèce lui a été donné en référence à son lieu de découverte, India d’après la publication originale.

## Publication originale
- Gray, 1842 : Monographic Synopsis of the Water Snakes, or the Family of Hydridae. The Zoological Miscellany, vol. 2, p. 59-68 (texte intégral).